# Louisiana
För andra betydelser, se Louisiana (olika betydelser).
Louisiana (franska: Louisiane [lwizjan]
 ( lyssna); spanska: Luisiana [lwiˈsjana]; louisiana-kreol: Lwizyàn) är en delstat i södra USA. Louisiana är till ytan den 31:a största och den 25:e mest folkrika av USA:s 50 delstater. Dess huvudstad är Baton Rouge och den största staden är New Orleans. Louisiana gränsar till delstaten Texas i väster, Arkansas i norr, Mississippi i öster och Mexikanska golfen i söder. Louisiana är den enda delstaten i USA med politiska underavdelningar som kallas parishes, som är lokala myndighetens motsvarighet  till county.
Mycket av delstaten bildades från sediment som spolades ned i Mississippifloden, vilket lämnade enorma deltan och stora delar av kustnära marsklandskap och träsk. Dessa innehåller en rik sydlig biota; typiska exempel är fåglar som ibisar och hägrar. Det finns också många arter av trädgrodor och fisk som stör och skedstörar. I mer upphöjda områden är eld en naturlig process i landskapet, och har producerat stora områden av Pinus palustris och våta savanner. Dessa stöder ett exceptionellt stort antal växtarter, inklusive många arter av orkidéer och köttätande växter.
Vissa av Louisianas stadsmiljöer har ett mångkulturellt och flerspråkigt arv och är starkt påverkade av en blandning av 1700-talsfranska, spanska och indianska och afrikanska kulturer som anses exceptionell i USA. Innan det amerikanska inflödet och statsbildning i början av 1800-talet hade territoriet i nuvarande delstaten Louisiana varit en spansk och fransk koloni.

## Historia
Den förste europé att nå Mississippifloden, den 8 maj 1541, var den spanske conquistadoren Hernando de Soto, som mest såg den som ett hinder när han skulle korsa den breda floden med cirka 400 man. När den franske upptäcktsresanden Robert Cavelier de La Salle hittade vägen mellan de stora sjöarna i norr och mexikanska golfen i söder år 1682 döpte han området till Louisiane, efter Ludvig XIV av Frankrike. Vid Mississippiflodens mynning reste han ett kors och gjorde anspråk på allt land på båda sidorna av Mississippifloden och norrut till franska kolonin Nya Frankrike i Kanada. Initialt fungerade Mobile och Biloxi som kolonins huvudstäder, men den rollen övertogs 1722 av New Orleans.
Mot slutet av sjuårskriget (1756–1763) så gav den franske kungen Ludvig XV ett hemligt förslag till sin kusin Karl III av Spanien att allt land väster om Mississippifloden samt New Orleans skulle tillhöra Spanien, vilket Karl accepterade den 13 november 1762. Syftet med avtalet var att kolonin Nya Frankrike höll på att förloras till britterna och den behövde därför säkerställas. Avtalet blev officiellt 1764 och kom senare att kallas för Fontainebleau-avtalet.  Efter sjuårskriget skrevs Parisfreden 1763 vari Frankrike formellt förlorade Nya Frankrike och territoriet öster om Mississippi till britterna. Fontainebleau-avtalet var då fortfarande hemligt.
Under det spanska styret immigrerade flera tusen fransktalande flyktingar från Akadien i dagens Kanada. De hade vägrat svära trohetsed till britterna och blev därför förvisade. En stor del av dessa bosatte sig i den sydvästra delen av Louisiana som nu kallas Acadiana. De mottogs väl av spanjorerna och ättlingarna till dessa kallas för cajuns.
År 1800 återbördades den spanska delen av Louisiana tillbaka till Frankrike under tvång av Napoleon I i fördraget i San Ildefonso. Detta avtal var hemligt och blev inte officiellt och ratificerat förrän 1802. Napoleons Frankrike var av krig försvagat och i finansiell kris,h så 1803 genomfördes Louisianaköpet där Frankrike sålde sin halva av Louisiana (över två miljoner km² motsvarande 23 procent av dagens USA) för 60 miljoner franc till USA. Den 30 april 1812 blev Louisiana den artonde staten i Unionen.

### Nutid
Den 29 augusti 2005 drabbade orkanen Katrina sydöstra delarna av staten och krävde över 1500 dödsfall.
I april 2010 drabbades Louisiana av en större naturkatastrof, nämligen ett oljeutsläpp från en oljeplattform i Mexikanska golfen som råkade ut för en explosion.

## Kultur
Louisiana är hem för många blandade kulturer, speciellt märkvärd är Louisiana-kreolerna och de fransktalande cajun.
De första kreolerna kom till Louisiana innan Louisianaköpet 1803 från Västeuropa Frankrike, Tyskland, Spanien och från Senegal (Västafrika) och bosatte sig längs de största vattenvägarna i staten.

### Språk

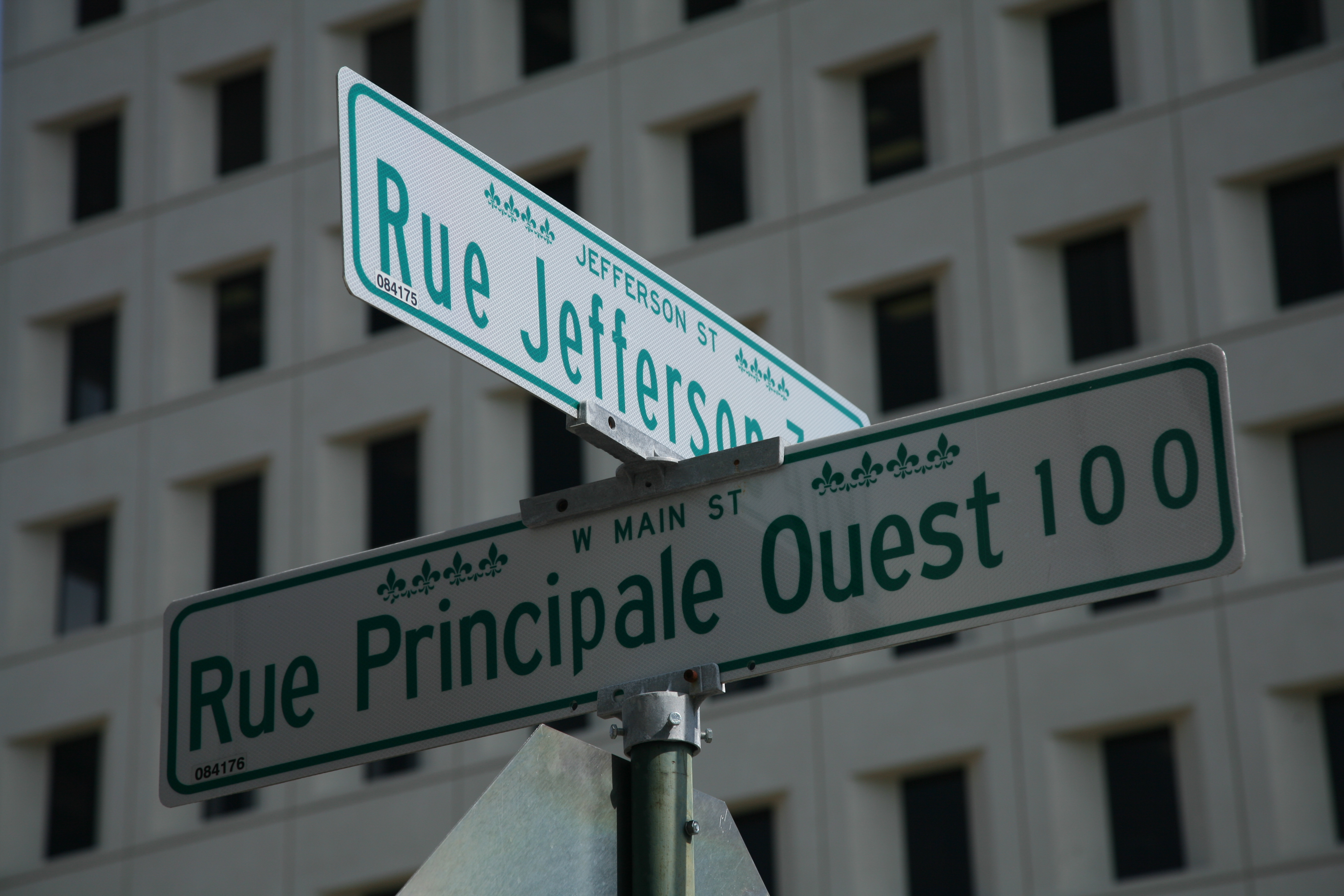
Tvåspråkiga gatuskyltar i Lafayette.

Enligt mätningarna 2000 talade 91,2 % av Louisanas invånare över fem år engelska hemma och 4,8 % franska. Spanska talades av 2,5 % av befolkningen, vietnamesiska 0,6 % och tyska 0,2 %.
Bland staterna har Louisiana en unik kultur, och har sitt eget franska kolonialarv. Staten har inget officiellt erkänt språk men engelska dominerar och insatser görs från offentligt håll för att återuppliva franskan. De viktigaste av dessa är CODOFIL.
Det finns flera olika unika dialekter av både franska och engelska i Louisiana. Det finns två unika dialekter av franskan: cajunfranska (français cadien) och Louisiana kreolfranska (créole louisianais). Det finns också två unika dialekter av engelskan: cajunengelska (en franskinspirerad variant av engelska) och det som kallas yat (vilket påminner om den New York-dialekten som talas i Brooklyn).

### Musik
Se Musik i Louisiana

### Religion
Som flera av de andra sydstaterna är Louisiana främst protestantiskt. Det finns också en stor grupp invånare som är av katolskt ursprung, främst i den södra delen av staten, vilket gör Louisiana unikt bland sydstaterna.
- Kristna — 80 %
  - Protestanter — 50 %
    - Baptister — 3 8%
    - Metodister — 4 %
    - Pingstvänner — 2 %
    - Annan protestantisk – 16 %

  - Romersk-katoliker — 30 %
  - Annan kristendom — 1 %
- Andra religioner — 10 %
- Icke-religiösa — 10 %

Ett antal av Louisianas städer har också judiska områden, främst Shreveport, Baton Rouge och New Orleans. Det största av dessa var den judiska bosättningen i New Orleans, som innan orkanen Katrina hade omkring 12 000 invånare.

## Större städer
De tio största städerna i Louisiana (2007).
1. New Orleans - 350 000
2. Baton Rouge - 278 818
3. Shreveport - 199 569
4. Metairie - 146 136
5. Lafayette - 113 544
6. Lake Charles - 70 270
7. Kenner - 65 202
8. Bossier City - 61 801
9. Monroe - 51 208
10. Alexandria - 45 857

## Sport
År 2005 klassades Louisiana som den delstat med minst invånarantal som hade mer än ett professionellt lag som representant i sportligor: New Orleans Hornets och National Football Leagues New Orleans Saints.
Professionella lag i de högsta ligorna
- NFL - amerikansk fotboll
  - New Orleans Saints
- NBA - basketboll
  - New Orleans Hornets
- AFL - inomhusfotboll
  - New Orleans Voo Doo

Mer information
- Lista över sportklubbar i Louisiana

## Kända personer från Louisiana
- Phil Anselmo, hårdrockssångare
- Amédé Ardoin, creolemusiker, cajunaccordionist
- Louis Armstrong, jazzmusiker, sångare
- Sidney Bechet, jazzmusiker
- Van Cliburn, konsertpianist
- Dr. John, pianist, sångare
- Fats Domino, jazzmusiker
- Armand Duplantis, stavhoppare
- Neutral Milk Hotel, band
- Danneel Harris, skådespelerska
- Mahalia Jackson, gospelsångerska
- Dorothy Lamour, skådespelerska
- Nick LaRocca, dixiemusiker
- Jerry Lee Lewis, sångare, pianist
- Lil' Boosie, rappare
- Lil' Wayne, rappare
- Earl Long, politiker
- Huey Long, politiker
- Wynton Marsalis, jazzmusiker
- Jelly Roll Morton, jazzmusiker
- Joe "King" Oliver, jazzmusiker
- Wendell Pierce, skådespelare
- Queen Ida, cajun- och zydecosångerska, musiker
- Addison Rae, mediepersonlighet
- Johnny Rebel, countrymusiker
- Anne Rice, författare
- Ian Somerhalder, skådespelare
- Jo-El Sonnier, cajunmusiker, sångare
- Britney Spears, sångerska (dock född i Mississippi)
- Stephanie Swift, porrsskådespelare
- Sam Trammell, skådespelare
- Ben Turpin, stumfilmskomiker
- Reese Witherspoon, skådespelerska
- Lester Young, jazzmusiker (dock född i Mississippi)